# Anthicus antherinus
Anthicus antherinus es una especie de coleóptero de la familia Anthicidae. La especie fue descrita científicamente por Carlos Linneo en 1760. Es la especie tipo del género.

## Subespecies
- Anthicus antherinus antherinus (Linneo, 1760)

= Meloe antherinus Linneo, 1760
- Anthicus antherinus syriae Pic, 1892